# Vickreyova aukce

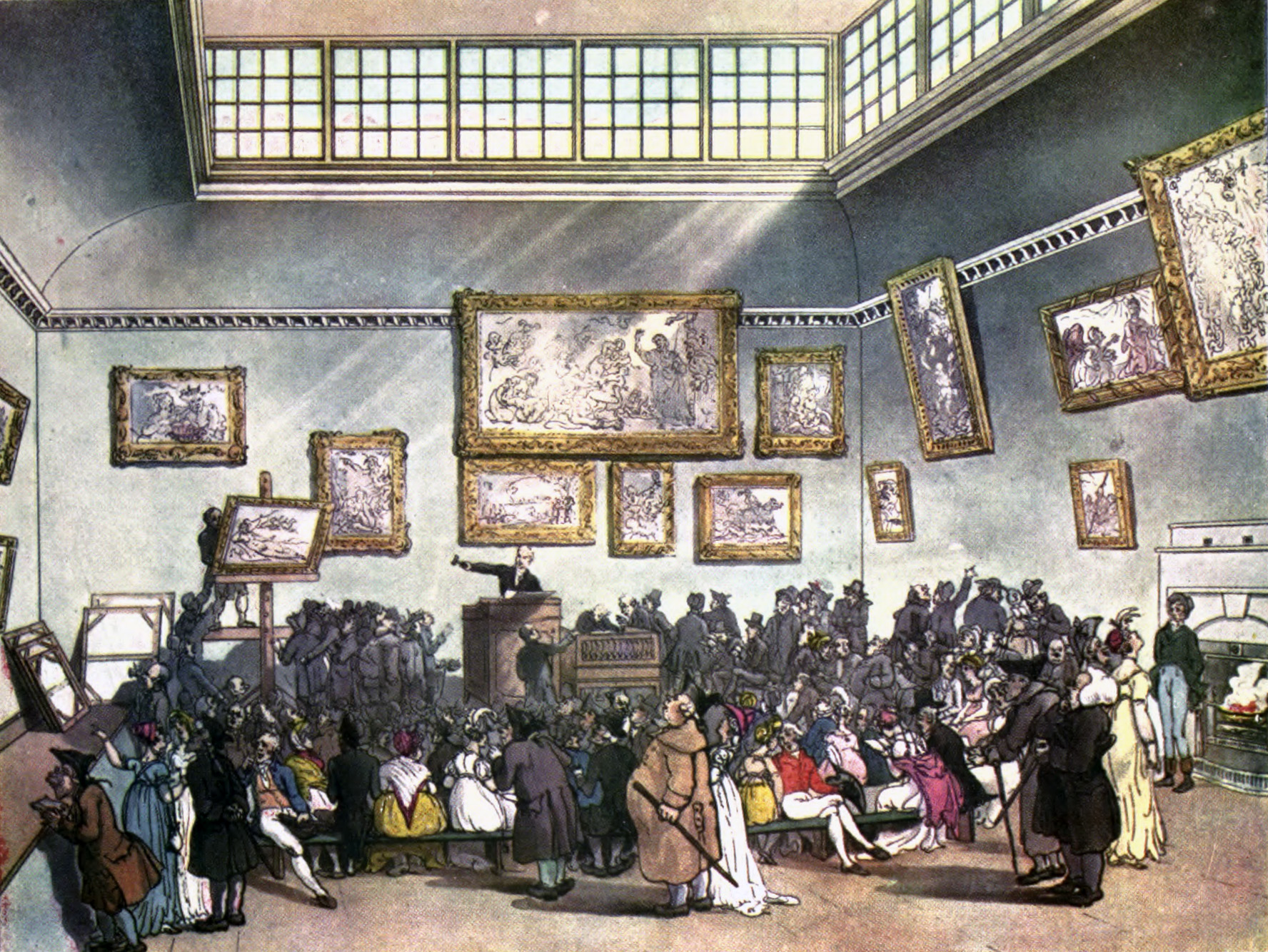
Historický obrázek (1808) aukční místnosti světového aukčního domu Christie's.

Vickreyova aukce je typ aukce, která je prováděna obálkovou metodou, kde zájemci nabízejí své ceny, aniž by znali ceny ostatních zájemců (tedy jednokolová aukce s utajenými nabídkami). Autorem této aukční metody je kanadský nositel Nobelovy ceny William Vickrey.
Aukci vyhrává ten, který nabídne nejvyšší nabídku. Za předmět ale nezaplatí svou nabízenou cenu, nýbrž zaplatí cenu, kterou nabídl účastník s druhou nejvyšší nabídkou. Výhodou této aukce je, že její dominantní strategií je nabídnout skutečnou vnitřní hodnotu příslušné věci, tj. opravdové subjektivní ohodnocení draženého předmětu a „netaktizovat“. Odstraňuje tedy tzv. prokletí vítěze a je mechanismem optimální alokace zdrojů za jejich vnitřní hodnotu. Vzhledem k tomu, že dražitel nemůže ovlivnit cenu, kterou zaplatí, nemá smysl, aby ji svou nabídkou zkresloval. Pokud dražebník nabídne cenu, která je vyšší než jeho subjektivní valuace, zvyšuje šanci na svou výhru, ale riskuje, že ve skutečnosti zaplatí víc, než jaká je skutečná hodnota draženého předmětu, čili prodělá. Pokud nabídne méně, snižuje svou šanci na výhru, ale pokud by vyhrál, stejně jeho nabídka neovlivní cenu, kterou zaplatí.
Vickreyova aukce se v praxi využívá pouze zřídka, nejčastěji se objevuje v ekonomické literatuře. Jedním z trhů kde se tato aukce používá, je dražba známek. Využívá se také při směrování paketů v datových sítích. Asi nejznámějším využitím Vickreyovy aukce je oceňování pozice umístění reklamy v systému Google AdWords, nebo u společnosti Yahoo. Podobný aukční systém je využíván společností eBay, nebo Newyorskou právnickou školou, která využívá model opakované Vickreyovy aukce pro průběh registrace kurzů. V praxi má tato aukce velký význam v rámci teorie her.
Původní záměr Vickreyovy aukce je využití pro aukce, kde se draží jednotlivé nedělitelné kusy. Tento druh aukce bývá někdy pojmenován jako aukce druhé nejlepší nabídky a je tedy možné tyto názvy kdykoliv zaměnit. Pokud se jedná o více jednotek identického zboží, nebo zboží dělitelného, které se prodává v jedné aukci, pak je nejčastějším postupem vzít všechny vítězné uchazeče s nejvyšší nabídkou, kteří zaplatí druhou nejvyšší nabízenou cenu a každý tak získá jednu jednotku za stejnou cenu. Tato aukce je také známá jako aukce s jednotnou cenou. Aukce s jednotnou cenou ale nemá za následek nabídnutí skutečné vnitřní hodnoty, jako je to u aukce s jedním kusem.
Dalším druhem Vickreyovy aukce, který podněcuje účastníky k více pravdivým nabídkám, je Vickrey-Clarke-Groves (VCG) mechanismus. Myšlenka toho mechanismu je, že položkám jsou přiřazeny maximální součty vnitřní hodnoty jednotlivých hráčů. VCG je špatnou volbou pokud je účelem dražby maximalizace zisku prodejce, nikoliv jen alokace zdrojů mezi kupujícími.

## Příklad VCG mechanismu
Předpokládejme, že existují dva hráči b1 a b2 a v aukční nabídce jsou dva předměty T1 a T2. Pokud vij stanovíme jako vnitřní ohodnocení hráče i k předmětu j. Jednotlivá ocenění jsou stanovena takto v11 = 10, v12 = 5, v21 = 5, v22 = 3. Z tohoto zadání je patrné, že oba hráči budou preferovat předmět T1, ale optimální strategie přiřadí předmět T1 hráči b1, jehož skutečná vnitřní hodnota pro tento předmět je 10. Hráč b2 tedy získá předmět T2. Celková optimální hodnota je tedy 13.
V případě, že by se osoba b2 aukce nezúčastnila: Hráč b1 by v tomto případě stále preferoval předmět T1 za cenu 10 a v tomto případě nedošlo k žádnému poškození hráče b1 od hráče b2.
V případě, že by se osoba b1 aukce nezúčastnila: Hráč b2 tak mohl zakoupit předmět T1, který je z jeho pohledu ohodnocen na 5. Můžeme tedy konstatovat, že v tomto případě došlo k poškození hráče b2 hráčem b1 ve výši 2.

## Slabé stránky
Navzdory dobré aukční síle má Vickreyova aukce i své slabé stránky:
- U předmětů, u kterých není jistá, nebo předem známá, tržní cena, se jen velice těžko podaří zajistit skutečné ohodnocení dražené položky.
- Prodejci také mohou ovlivnit výsledek aukce využitím tzv. volavky, která nabídne větší cenu, než jaká je skutečná cena předmětu a uměle tak zvednou nabídky a následně tedy i zisk.

Dále mimo jiné nemaximalizuje výnos vlastníka draženého předmětu. To nemusí platit vždy, protože pokud dražebníci vědí, že ve skutečnosti zaplatí méně, než nabízejí, a nehrozí jim prokletí vítěze, nebojí se nabízet vysoké ceny – až do výše skutečného ohodnocení. Nicméně zejména v případě, že trh není příliš hluboký, tj. dražitelů je málo a jejich nabídky jsou velmi rozdílné (panuje velká nejistota o vnitřní hodnotě draženého předmětu), výnos aukce může být nízký.
Začátkem 90. let přistoupila novozélandská vláda k dražbám rádiových frekvencí pro telekomunikační firmy formou Vickreyovy aukce, ale výnosy nebyly uspokojivé. V roce 1990 vyhrála aukci firma, která za frekvenci nabídka 100 000 dolarů, ale zaplatila pouze 6 dolarů. Později vláda od použití tohoto typu aukce ustoupila ve prospěch „tradičnějších metod“, nicméně řešením by bylo i obohacení Vickreyovy aukce o rezervační cenu, tj. minimální cenu, za kterou může být předmět prodán.
Vickrey-Clarke-Groves mechanismus má také své slabé stánky:
- Tato aukce je citlivá na tajné dohody mezi nabízejícími.
- Jako klasická Vickrey aukce je i tato citlivá na využití volavky.
- Z pohledu zákazníků je také citlivý na případ kooperace, jako u klasické Vickreyovy aukce.
- Ani tento mechanismus nutně nezajistí maximalizaci výnosů prodávajícího. Jeho příjmy mohou být i nulové.
- Výsledek aukce je nesouměrný, resp. předem jej nelze odhadnout.

Příklad: Nesouměrné příjmy prodávajícího s ohledem na nabídky si ukážeme na následujícím příkladě. Uvažujme aukci, ve které jsou tři hráči: A, B a C a dva homogenní předměty: Y, Z. Hráč A nabízí za balení obou předmětů 2. Hráči B a C nabízejí za jeden předmět 2 a zároveň je jim jedno, který z předmětů to bude. V případě, že hráči B a C budou hrát o jiné předměty, například hráč B o předmět Y a hráč C o předmět Z, pak zisk prodávajícího bude 0, jelikož druhá nejvyšší nabídka je nulová. V případě, že by hráči B a C hráli o předmět stejný, zisk prodávajícího by byl 2. Oba by nabídli 2. Případně by mohl být ještě vyšší, pokud by se snažili předmět přeplatit. Z toho je tedy patrné, že hodnota zisků je velice nestálá.

## Optimální strategie při Vickreově aukci
Optimální strategie při Vickreyově aukci s jedním nedělitelným předmětem je pro každého hráče nabídnout skutečnou vnitřní hodnotu příslušné věci. Nechť vi je skutečná vnitřní hodnota nabízejícího pro aukční položku. Nechť bi je uchazečova nabídka na položku. Pak výplatní funkce vypadá takto:
{\displaystyle {\begin{cases}v_{i}-\max _{j\neq i}b_{j}&{\text{pokud }}b_{i}>\max _{j\neq i}b_{j}\\0&{\text{jinak}}\end{cases}}}
V této strategii dojde nejčastěji k přeplácení skutečné hodnoty. Předpokládáme, že nabídka uchazeče i je bi > vi. V případě, že maximální nabídka hráčej (bj) je menší než skutečná vnitřní hodnota pro hráče i (vi), pak by hráč i vyhrál předmět i pokud by nabídl skutečnou hodnotu, stejně jako při nadhodnocení nabídky bi. Při změně strategie na nabízení skutečné hodnoty vi se nezmění výplatní funkce, ta zůstává stejná.
V případě, že maximální nabídka hráče j (bj) je větší, než nabídka hráče i (bi), pak tuto hru hráč i prohraje v každém případě. Tedy výplatní funkce zůstává stejná. V případě, že skutečná vnitřní hodnota hráče i (vi) je menší než nabízená hodnota hráče j (bj) a zároveň nabízená hodnota hráče j (bj) je menší než nabízená hodnota hráče i (bi), pak jedinou možností výhry pro hráče i je přeplacení své skutečné hodnoty. Výplatní funkce by pak při přeplacení byla záporná. Záporná je, protože platí, že hráč i zásadně přeplatil svojí vnitřní skutečnou cenu vi za předmět, zatímco při nabídnutí pouze ceny vi by byla výplatní funkce nulová. Tedy strategie přeplácení své skutečné vnitřní hodnoty je dominována strategií pravdivého nabízení skutečné vnitřní hodnoty předmětu.
Podívejme se teď na případ podplácení předmětu. Tedy nabídnutí nižší hodnoty než vnitřní skutečné hodnoty bi < vi. V případě, že maximální nabídka hráče j (bj) je větší, než skutečná vnitřní hodnota hráče i (vi), pak by hráč i tuto hru prohrál i v případě podplacení nabídky a výplatní funkce by zůstala stejná.
V případě, že maximální nabídka hráče j (bj) je menší, než nabídka hráče i (bj), pak by tuto hru hráč i vyhrál a tato strategie by byla úspěšná. Hodnota výplatní funkce bude i v tomto případě stejná.
V případě, že nabídnutá hodnota hráče i (bi) je menší než maximální nabídnutá hodnota hráče j (bj) a zároveň hodnota bj bude nižší než skutečná vnitřní hodnota hráče i (vi), pak jedinou možností výhry pro hráče i je nabídnutí skutečné vnitřní ceny. Výplatní funkce bude v případě nabídnutí skutečné hodnoty kladná, protože za předmět zaplatí nižší hodnotu, než je jeho skutečná vnitřní hodnota. V případě podplacení předmětu bude výplatní funkce rovna nule. Tedy strategie podplácení své skutečné vnitřní hodnoty je dominována strategií pravdivého nabízení skutečné vnitřní hodnoty předmětu.
Pravdivé nabídnutí své skutečné vnitřní hodnoty dominuje výše zmíněné možné strategie: přeplacení, podplacení. Jedná se tedy o optimální strategii ve Vickreyově aukci.